# Holst (cráter)
Holst es un cráter de impacto de 170 km de diámetro del planeta Mercurio. Debe su nombre al compositor británico Gustav Holst (1874-1934), que fue aprobado por la Unión Astronómica Internacional en 2012.